# Cotylanthera
Cotylanthera es un género con seis especies de plantas con flores perteneciente a la familia Gentianaceae. 
Está considerado un sinónimo del género Exacum L.

## Especies
- Cotylanthera caerulea
- Cotylanthera loheri
- Cotylanthera paucisquama
- Cotylanthera tenella
- Cotylanthera tenuis
- Cotylanthera yunnanensis